# Parti travailliste social-démocrate de Norvège
Le Parti travailliste social-démocrate de Norvège (Norges Socialdemokratiske Arbeiderparti) est un parti politique norvégien des années 1920.
À la suite de l'entrée du Parti du Travail dans le Komintern en 1919, son aile droite quitte le parti et forme le Parti travailliste social-démocrate en 1921. En 1923, le Parti du travail quitte le Komintern, provoquant à son tour la création d'un Parti communiste. En 1927, le Parti travailliste social-démocrate est réintégré au Parti travailliste.
L'organisation de jeunesse du parti était la Ligue de la jeunesse socialiste de Norvège.